# Marysin (gmina Mircze)
Marysin – kolonia w Polsce położona w województwie lubelskim, w powiecie hrubieszowskim, w gminie Mircze. Kolonia Marysin położona na południowym skraju gminy Mircze.
W latach 1975–1998 miejscowość należała administracyjnie do województwa zamojskiego. 
Wieś stanowi sołectwo gminy Mircze. Według Narodowego Spisu Powszechnego (III 2011 r.) liczyła 85 mieszkańców i była 25. co do wielkości miejscowością gminy.
Wierni Kościoła rzymskokatolickiego należą do parafii Zmartwychwstania Pańskiego w Mirczu.

## Historia
Pod koniec XIX wieku istniał tutaj folwark o powierzchni 303 morgi (1 morga = 56 arów), wchodzący w skład dóbr Mircze. Ich właścicielem był wówczas Wincenty Rulikowski, syn Władysława. W 1921 roku Marysin wówczas kolonia liczył 4 domy i 25 mieszkańców, wyłącznie Polaków. Obecnie wieś ta posiada 30 domów i 92 mieszkańców.